# Stenobatyle prolixa
Stenobatyle prolixa är en skalbaggsart som först beskrevs av Bates 1892.  Stenobatyle prolixa ingår i släktet Stenobatyle och familjen långhorningar. Inga underarter finns listade i Catalogue of Life.